# Helmintosi
Les helmintosis són malalties parasitàries en què una part del cos és infestada per helmints, com ho són les cucs intestinals, solitàries o cucs rodons.
Comunament els cucs resideixen al tracte gastrointestinal, però també es poden trobar en el fetge, músculs i altres òrgans.

## Tipus de helmintosis
- Per platelmints:
  - Cestodosis: provocades per cestodes. Les més freqüents són les teniosis i les cisticercosis causades per Taenia solium i Taenia saginata.[1]
  - Trematodosis: provocades per trematodes. Les més freqüents són les esquistosomosis.[1] A les regions asiàtiques és destacable la presència de Clonorchis sinensis, causant de la clonorquiosi[2] o la presència de Opisthorchis viverrini, l'agent causal de l'Opistorquiosi. Dues malalties que afecten els conductes biliars[3]
- Nematodosis: provocades per nematodes. Les més freqüents, per ordre, són: les enterobiosis, les ancilostomosis, les ascariosis i les filariosis.[1]